# Guy Laliberté
Guy Laliberté (* 2. září 1959, Québec,provincie Québec, Kanada) je kanadský podnikatel, filantrop a hráč pokeru. Je zakladatelem a ředitelem cirkusové a zábavní společnosti Cirque du Soleil. Roku 2009 se vydal na týden do vesmíru na Mezinárodní vesmírnou stanici (ISS) jako „kosmický turista“.

## Život

### Podnikatel a filantrop
Guy Laliberté pochází ze středostavovské frankokanadské rodiny. V osmnácti letech odešel z domova, naučil se chůzi na chůdách, polykání ohně, hru na akordeon a nějakou dobu se tím živil. Roku 1984 založil vlastní cirkus – Cirque du Soleil. Postupně vybudoval ze své společnosti jeden z největších podniků v oboru, který působí v několika zemích, s cca čtyřmi tisíci zaměstnanci, oceňovaný na 2 miliardy dolarů.
V říjnu 2007 založil nadaci „Jedna kapka“ One Drop, jejímž cílem je rozšířit ve veřejnosti povědomí o problémech souvisejících s vyčerpáváním vodních zdrojů a pomoc obyvatelstvu oblastí postižených nedostatkem vody. Na chod nadace přispěl částkou 100 miliónů dolarů.
V červenci 2012 se stal duchovním otcem a zároveň účastníkem charitativního pokerového turnaje The Big One for One Drop se startovným 1 milion dolarů, který se koná v rámci World series of Poker. Kapacita tohoto prestižního turnaje byla stanovena na 48 hráčů, beze zbytku se naplnila a vítěz si odnese více než 18 milionů dolarů, což je dosud největší finanční odměna v oficiálně hraném pokerovém turnaji. Zásadní z pohledu charity je, že tento turnaj obsahuje poplatek ve výši 6 až 11% ze startovného, které jde přímo organizaci One Drop.

### Kosmonaut
Od roku 2004 jednal o eventuálním kosmickém letu se společností Space Adventures (ta hledá zákazníky pro komerční lety na Sojuzech). Začátkem dubna 2009 zrušila kazašská vláda pouhý měsíc předtím podepsanou smlouvu o letu Kazacha na Mezinárodní vesmírnou stanici (ISS) začátkem října 2009. Laliberté využil příležitosti a zaujal uvolněné místo. Oficiálně byl jeho let oznámen 4. června 2009. To už procházel výcvikem ve Středisku přípravy kosmonautů.
Do vesmíru odstartoval 30. září 2009 na palubě Sojuzu TMA-16 společně se členy Expedice 21 Maximem Surajevem a Jeffrey Williamsem. Program (nazvaný „Poetická sociální mise“) svého kosmického letu orientoval na popularizaci problémů s vodou, v duchu činnosti své nadace. Na Zemi se vrátil 11. října 2009 v Sojuzu TMA-14 s Gennadijem Padalkou a Michaelem Barrattem.